# Adelocaryum
Adelocaryum es un género de plantas con flores perteneciente a la familia Boraginaceae. Comprende 7 especies descritas y de estas, solo 2 aceptadas.

## Taxonomía
El género fue descrito por August Brand  y publicado en Repertorium Specierum Novarum Regni Vegetabilis 13: 547. 1915.

## Especies aceptadas
A continuación se brinda un listado de las especies del género Adelocaryum aceptadas hasta septiembre de 2013, ordenadas alfabéticamente. Para cada una se indica el nombre binomial seguido del autor, abreviado según las convenciones y usos.
- Adelocaryum coelestinum (Lindl.) Brand
- Adelocaryum malabaricum (C.B.Clarke) Brand